# Felipe Romito

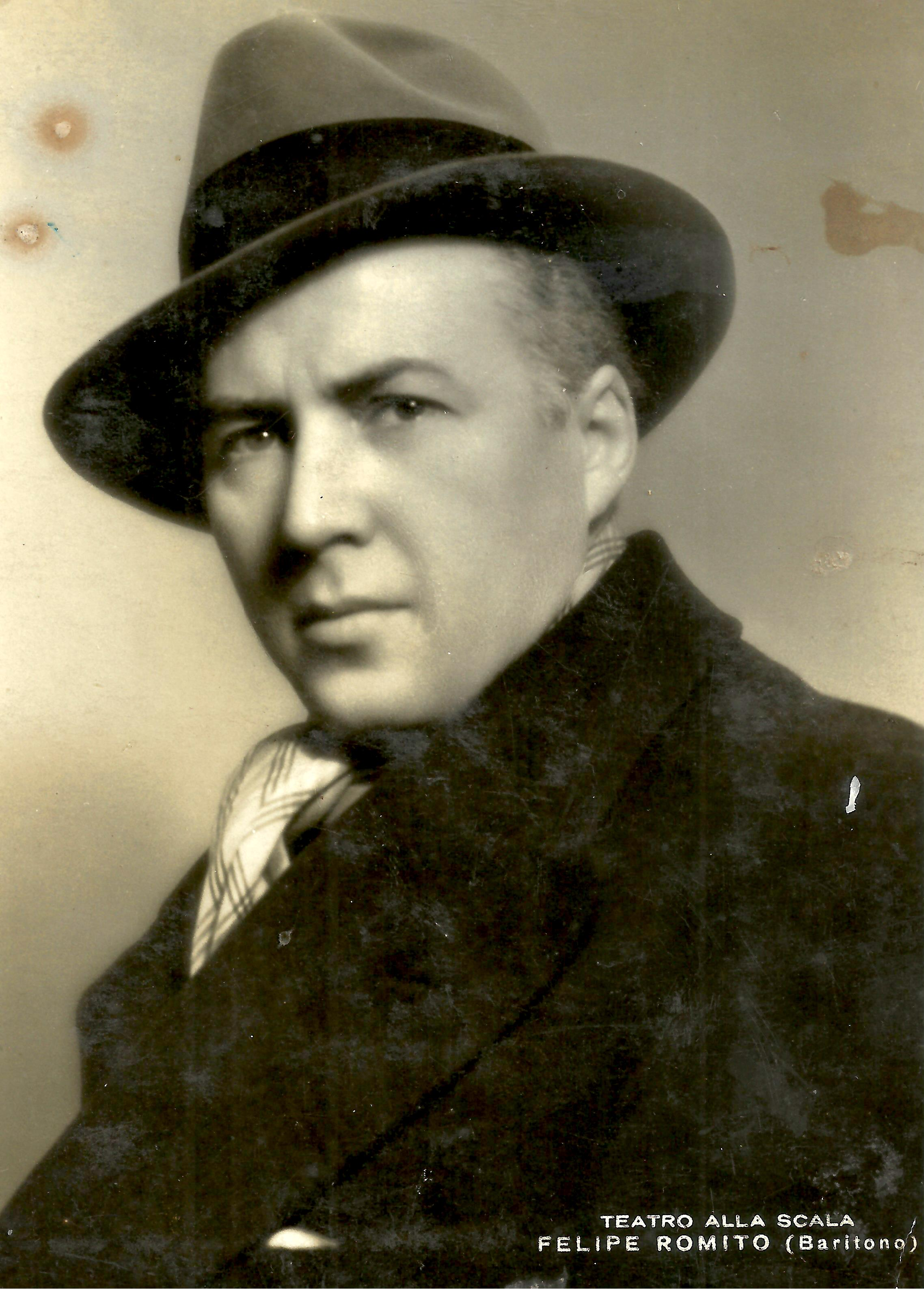
Felipe Romito

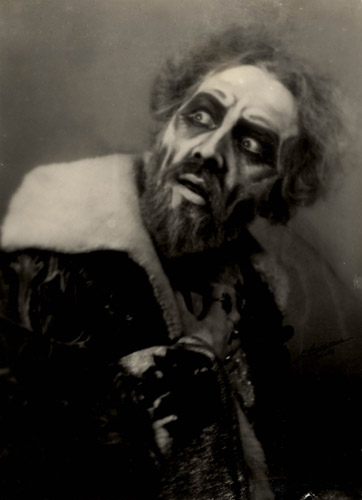
Felipe Romito como Boris Godunov

Felipe Romito (25 de marzo de 1893, Rosario-†1 de marzo de 1962) fue un barítono y bajo lírico argentino de actuación internacional entre 1920-50, considerado uno de los grandes intérpretes de Boris Godunov de Modest Músorgski. Se inició como bajo y a partir de 1942 cantando como barítono hasta su retiro en 1955.

## Trayectoria
Era lustrador de mármol y fue descubierto por el escultor Erminio Blotta que le gestionó clases gratis en el Conservatorio Beethoven de Rosario

"...un busto de Sarmiento que imprimiría un giro afortunado a su carrera. Cuando estaba comprando el mármol de Carrara para hacerlo, oyó en la marmolería de Scarabelli una potente voz de bajo que entonaba un pasaje de La Bohème. Era Felipe Romito, lustrador de mármol que llegaría a ser un prestigioso cantante de ópera gracias a la protección de Blotta, quien le gestionó clases gratis de armonía y contrapunto en el Conservatorio Beethoven, de los hermanos De Nito. Agradecido, Blotta les hizo un busto de Beethoven, que fue visto por Rubén Vila Ortiz; éste llevó a El Círculo la idea que terminó convirtiéndose en el monumento a Beethoven inaugurado en el Parque Independencia a mediados de 1917, segundo en el mundo después del monumento al músico en su ciudad natal de Bonn.."

Debutó en 1920 en el Teatro Colón en Thais de Massenet, en La fanciulla del West y como Colline en La bohème y donde fue uno de los más destacados barítonos de su época, destacándose en Werther, como Iago en Otello, en El barbero de Sevilla junto a Lily Pons dirigido por Tullio Serafin (1938), Marouf, Alcestes, La hora roja y La leyenda del urutaú de Gilardo Gilardi en 1932 yen 1934 en el estreno de La Fiamma de Ottorino Respighi dirigido por el compositor y Cecilia de Licinio Refice.
En sus años europeos tuvo amplia participación en los principales teatros de Italia: Milán, Génova, Roma, Nápoles y Turín.
Su mayor triunfo fue como Boris Godunov en el Colón 1932 (que cantó en ruso, el resto del elenco lo cantó en italiano) además de la Ópera de París y 1944 y 1946- es alabado por Alejo Carpentier quien cuenta como le presentó a Titta Ruffo en su libro Ese músico que llevo dentro.
Descolló como Rigoletto, Cyrano de Bergerac, Renato, Ramfis, Paolo y Fiesco de Simon Boccanegra en 1935 con Hina Spani y 1942 junto a Zinka Milanov y Leonard Warren dirigidos por Héctor Panizza, Don Giovanni, Gianni Schicchi, Golaud de Pelléas et Mélisande, El Zar Saltán de la ópera homónima de Rimski-Kórsakov dirigido por Ferruccio Calusio en 1945, al año siguiente fue Klingsor en el Parsifal dirigido por Erich Kleiber como también Frere Dominique en Juana de Arco en la hoguera con Clara Oyuela en su estreno de 1947 y 1948 con dirección escénica de Margarita Wallmann.
En 1945 participó en el estreno mundial de Los Orientales de Carlos Suffern(1901-91), una cantata sobre textos de Victor Hugo, para contralto, barítono y orquesta y en 1937 en el estreno mundial de la ópera Siripo de Felipe Boero.
En 1946 emprendió una larga gira europea que incluyó Italia, Francia, Montecarlo y España.
En 1950 protagonizó el estreno del oratorio dramático Canto de San Martín de Julio Perceval y Leopoldo Marechal en la inauguración del teatro griego de Mendoza, con la asistencia de Eva Perón y Juan Perón. En 1952 cantó Lescaut junto a Victoria de los Ángeles como Manon de Massenet.
En cine trabajó en la película Águila Blanca, de 1941, junto a Francisco Petrone y Celia Podestá.
A partir de 1955 trabajó como director de escena, se recuerda Lucia, Los caprichos de Mariana, L'elisir d'amore, La bohème, La vida breve, La médium y La traviata en el Colón que marcó el debut de Anna Moffo en 1960 con decorados del pintor Héctor Basaldúa
Se dedicó a la enseñanza en el Instituto Superior de Arte del Teatro Colón; entre sus alumnos se contaron Helena Arizmendi y Renato Sassola.